# Juan Ignacio González del Castillo
Juan Ignazio González del Castillo (Cadice, 1763 – Cadice, 14 settembre 1800) è stato un commediografo spagnolo.

## Biografia
I suoi genitori erano Luis González e Juana del Castillo e, secondo i suoi biografi, di umili origini; studiò sin da giovane la grammatica spagnola, il latino e il francese.
La sua formazione culturale e professionale fu da autodidatta, e durante la sua gavetta svolse il ruolo di suggeritore teatrale, prima di diventare autore e poeta.
Ma la sua carriera fu osteggiata dall'Inquisizione, che lo accusò di aderenza e simpatia per l'Illuminismo, e durante la sua vita gli venne impedito di rappresentare pubblicamente nei teatri iberici le sue opere.
Tra i suoi lavori più significativi si possono annoverare varie raccolte poetiche accostabili al neoclassicismo, una tragedia, El Numa, e alcune commedie.
Ma è ricordato particolarmente per essere stato uno dei più importanti esponenti del "Sainete" andaluso, ossia di un genere di opere in un solo atto in stile e forma bozzettistica, influenzato, talvolta, dallo scrittore Ramón de la Cruz.
Nelle opere di González del Castillo c'è una grande varietà di temi e tra questi si distingue, nel El triunfo de las mujeres ("Il trionfo della donna"), quello del mondo governato dalle donne; un altro argomento principale delle sue opere è quello del soldato spaccone.
Il suo teatro si può classificare in:
- Sainetes burlesche che presenta tipi rurali tradizionali, come l'Hidalgo rurale, l'avaro, il vecchiaccio e il soldato spaccone. Tra le opere si possono menzionare El aprendiz de torero, Los jugadores, El chasco del mantón, El soldado Tragabalas;
- Sainetes comiche come Los palos deseados ed El recibo del paje;
- Sainetes descrittive dell'ambiente rurale, dell'atmosfera urbana popolare, tra le quali Los naturales opuestos, El baile desgraciado, La casa de vecindad, Los cómicos de la legua;
- Sainetes satiriche di costume dell'ambiente urbano, dei costumi urbani popolari, delle classi superiori, tra le quali El café de Cádiz, La boda del Mundo Nuevo, Los caballeros desairados, El cortejo sustituto;
- Sainetes politiche come Los literatos ed El médico poeta.

González del Castillo fu l'insegnante di grammatica di Juan Nicolás Bölh de Faber.
Si sposò con Ana Benítez e morì di peste il 14 settembre 1800 e fu sepolto nel cimitero generale di San Giuseppe, al di fuori delle mura della città.
Solamente nel 1914 venne, per così dire, riabilitato, e le sue opere meritarono la pubblicazione in una raccolta omnia in tre volumi.